# Jamie's Dream School
Jamie's Dream School is een Brits zevendelig televisieprogramma uit 2011. Aan het programma doet een groep tieners mee, die in minder dan vijf vakken een diploma hebben. Zij worden door bekende mensen gestimuleerd aan de ontwikkeling van hun leven te werken. De "school" wordt geleid door tv-kok Jamie Oliver.
Het programma werd geproduceerd door Fresh One Productions en uitgezonden op Channel 4. Daarnaast zijn de lessen terug te kijken op een officieel YouTube-kanaal.

## Leraren
- John D'Abbro (rector)
- Mary Beard (Latijn)
- Cherie Blair (mensenrechten)
- Simon Callow (Engels)
- Alastair Campbell (politiek)
- Alvin Hall (wiskunde)
- Rolf Harris (kunst)
- Jazzie B (muziek)
- Ellen MacArthur (zeilen)
- Andrew Motion (poëzie)
- Jamie Oliver (koken)
- Jane Poynter (milieuwetenschappen)
- David Starkey (geschiedenis)
- Daley Thompson (duiken)
- Michael Vaughan (cricket)
- John Rankin Waddell (fotografie)
- Robert Winston (biologie)

## Andere landen
In 2013 en 2014 werd er een Amerikaanse versie uitgezonden op de zender Sundance TV. In diezelfde jaren werd er ook een Zuid-Afrikaanse versie, Dream School SA, uitgezonden op betaalzender M-Net. Vanaf 2017 wordt er door de NTR een Nederlandse versie uitgezonden.